# Union nordique des passeports

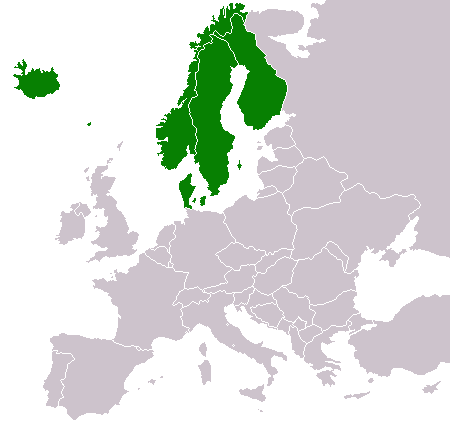
L'Union nordique des passesports inclut l'Islande, la Norvège, le Danemark (incluant et les Îles Féroé mais pas le Groenland), la Suède et la Finlande.

L'Union nordique des passeports, créée en 1954 et mise en œuvre le 1er mai 1958, permet aux citoyens des pays nordiques – Danemark (Îles Féroé incluses depuis le 1er janvier 1966, Groenland non inclus), Suède, Norvège (Svalbard, Jan Mayen, île Bouvet et Terre de la Reine-Maud non inclus), Finlande et Islande (depuis le 24 septembre 1965) – de traverser leurs frontières communes sans passeport,,. Les citoyens d'autres pays peuvent aussi voyager à travers les pays nordiques sans voir leur passeport contrôlé mais doivent porter sur eux un document d'identité approuvé (passeport, carte d'identité, etc.).
Depuis 1996, ces pays ont rejoint le plus large espace Schengen, comprenant 29 pays en Europe (les points de contrôles aux frontières ont été supprimés et seule une pièce d'identité est nécessaire). À l'intérieur de la zone nordique, n'importe quelle pièce d'identité, comme un simple permis de conduire, est suffisant pour les citoyens des pays nordiques, grâce à l'Union nordique des passeports.
Depuis le 25 mars 2001, les acquis Schengen s'appliquent complètement aux cinq pays de l'Union nordique des passeports (exception faite des îles Féroé, qui restent hors de l'espace Schengen). Il y a quelques zones à l'intérieur de l'union nordique des passeports où sont accordés des droits supplémentaires aux citoyens de cette union, droits non accordés par Schengen, comme moins de formalités administratives pour déménager d'un pays à l'autre ou moins d'exigences pour obtenir la naturalisation.

## Source
- (en) Cet article est partiellement ou en totalité issu de l’article de Wikipédia en anglais intitulé « Nordic Passport Union » (voir la liste des auteurs).